# 卡龙乡 (甘孜县)
卡龙乡，是中华人民共和国四川省甘孜藏族自治州甘孜县下辖的一个乡镇级行政单位。

## 行政区划
卡龙乡下辖以下地区：
阿沙一村、阿沙二村、夺普村、卡龙村、夺绒塘一村、夺绒塘二村、哈西一村和哈西二村。